# Afledte SI-enheder
Afledte SI-enheder er en del af SI-systemet for måleenheder og er afledt af de 7 grundlæggende SI-enheder.

## Specielle navne og symboler
| Fysisk størrelse                                               | SI-enhedsnavn | SI-enhedens symbol | Udtrykt ved de grundlæggende SI-enheder                           | Udtrykt ved de grundlæggende SI-enheder                                                        |
| -------------------------------------------------------------- | ------------- | ------------------ | ----------------------------------------------------------------- | ---------------------------------------------------------------------------------------------- |
| frekvens                                                       | hertz         | Hz                 | {\displaystyle {\mbox{s}}^{-1}}                                   |                                                                                                |
| kraft                                                          | newton        | N                  | {\displaystyle {\mbox{kg}}\cdot {\mbox{m}}\cdot {\mbox{s}}^{-2}}  |                                                                                                |
| tryk, mekanisk spænding                                        | pascal        | Pa                 | {\displaystyle {\mbox{N}}\cdot {\mbox{m}}^{-2}}                   | {\displaystyle ={\mbox{kg}}\cdot {\mbox{m}}^{-1}\cdot {\mbox{s}}^{-2}}                         |
| energi, arbejde, varme                                         | joule         | J                  | {\displaystyle {\mbox{N}}\cdot {\mbox{m}}}                        | {\displaystyle ={\mbox{kg}}\cdot {\mbox{m}}^{2}\cdot {\mbox{s}}^{-2}}                          |
| effekt, strålingsflux                                          | watt          | W                  | {\displaystyle {\mbox{J}}\cdot {\mbox{s}}^{-1}}                   | {\displaystyle ={\mbox{kg}}\cdot {\mbox{m}}^{2}\cdot {\mbox{s}}^{-3}}                          |
| elektrisk ladning                                              | coulomb       | C                  | {\displaystyle {\mbox{A}}\cdot {\mbox{s}}}                        |                                                                                                |
| elektrisk spænding, elektrisk potential, elektromotorisk kraft | volt          | V                  | {\displaystyle {\mbox{J}}\cdot {\mbox{C}}^{-1}}                   | {\displaystyle ={\mbox{m}}^{2}\cdot {\mbox{kg}}\cdot {\mbox{s}}^{-3}\cdot {\mbox{A}}^{-1}}     |
| elektrisk modstand, resistans                                  | ohm           | Ω                  | {\displaystyle {\mbox{V}}\cdot {\mbox{A}}^{-1}}                   | {\displaystyle ={\mbox{m}}^{2}\cdot {\mbox{kg}}\cdot {\mbox{s}}^{-3}\cdot {\mbox{A}}^{-2}}     |
| elektrisk konduktans                                           | siemens       | S                  | {\displaystyle {\mbox{A}}\cdot {\mbox{V}}^{-1}}                   | {\displaystyle ={\mbox{s}}^{3}\cdot {\mbox{A}}^{2}\cdot {\mbox{m}}^{-2}\cdot {\mbox{kg}}^{-1}} |
| elektrisk kapacitans                                           | farad         | F                  | {\displaystyle {\mbox{C}}\cdot {\mbox{V}}^{-1}}                   | {\displaystyle ={\mbox{s}}^{4}\cdot {\mbox{A}}^{2}\cdot {\mbox{m}}^{-2}\cdot {\mbox{kg}}^{-1}} |
| magnetisk fluxtæthed (B-felt), magnetisk induktion             | tesla         | T                  | {\displaystyle {\mbox{V}}\cdot {\mbox{s}}\cdot {\mbox{m}}^{-2}}   | {\displaystyle ={\mbox{kg}}\cdot {\mbox{s}}^{-2}\cdot {\mbox{A}}^{-1}}                         |
| magnetisk flux                                                 | weber         | Wb                 | {\displaystyle {\mbox{V}}\cdot {\mbox{s}}}                        | {\displaystyle ={\mbox{m}}^{2}\cdot {\mbox{kg}}\cdot {\mbox{s}}^{-2}\cdot {\mbox{A}}^{-1}}     |
| Induktans                                                      | henry         | H                  | {\displaystyle {\mbox{V}}{\mbox{s}}\cdot {\mbox{A}}^{-1}}         | {\displaystyle ={\mbox{m}}^{2}\cdot {\mbox{kg}}\cdot {\mbox{s}}^{-2}\cdot {\mbox{A}}^{-2}}     |
| temperatur                                                     | kelvin        | K                  | {\displaystyle {\mbox{K}}}                                        |                                                                                                |
| vinkel                                                         | radian        | rad                | {\displaystyle 1}                                                 | {\displaystyle ={\mbox{m}}\cdot {\mbox{m}}^{-1}}                                               |
| rumvinkel                                                      | steradian     | sr                 | {\displaystyle 1}                                                 | {\displaystyle ={\mbox{m}}^{2}\cdot {\mbox{m}}^{-2}}                                           |
| lysstrøm, lys flux                                             | lumen         | lm                 | {\displaystyle {\mbox{cd}}\cdot {\mbox{sr}}}                      | {\displaystyle =cd}                                                                            |
| illuminans, belysning                                          | lux           | lx                 | {\displaystyle {\mbox{cd}}\cdot {\mbox{sr}}\cdot {\mbox{m}}^{-2}} |                                                                                                |
| aktivitet (radioaktiv)                                         | becquerel     | Bq                 | {\displaystyle {\mbox{s}}^{-1}}                                   |                                                                                                |
| absorberet dosis (af stråling)                                 | gray          | Gy                 | {\displaystyle {\mbox{J}}\cdot {\mbox{kg}}^{-1}}                  | {\displaystyle ={\mbox{m}}^{2}\cdot {\mbox{s}}^{-2}}                                           |
| dosisækvivalent                                                | sievert       | Sv                 | {\displaystyle {\mbox{J}}\cdot {\mbox{kg}}^{-1}}                  | {\displaystyle ={\mbox{m}}^{2}\cdot {\mbox{s}}^{-2}}                                           |
| katalytisk aktivitet                                           | katal         | kat                | {\displaystyle {\mbox{mol}}\cdot {\mbox{s}}^{-1}}                 |                                                                                                |

## Andre størrelser
| Fysisk størrelse                             | SI-enhedsnavn | SI-enhedens symbol | Udtrykt ved de grundlæggende SI-enheder                                                     | Udtrykt ved de grundlæggende SI-enheder                                                                           |
| -------------------------------------------- | ------------- | ------------------ | ------------------------------------------------------------------------------------------- | --- |
| areal                                        |               |                    | {\displaystyle {\mbox{m}}^{2}}                                                              | |
| rumfang                                      |               |                    | {\displaystyle {\mbox{m}}^{3}}                                                              | |
| fart, hastighed                              |               |                    | {\displaystyle {\mbox{m}}\cdot {\mbox{s}}^{-1}}                                             | |
| vinkelhastighed                              |               |                    | {\displaystyle {\mbox{s}}^{-1}}, {\displaystyle {\mbox{rad}}\cdot {\mbox{s}}^{-1}}          | |
| acceleration                                 |               |                    | {\displaystyle {\mbox{m}}\cdot {\mbox{s}}^{-2}}                                             | |
| kraftmoment                                  |               |                    | {\displaystyle {\mbox{N}}\cdot {\mbox{m}}}                                                  | {\displaystyle ={\mbox{m}}^{2}\cdot {\mbox{kg}}\cdot {\mbox{s}}^{-2}}                                             |
| bølgetal                                     |               |                    | {\displaystyle {\mbox{m}}^{-1}}                                                             | |
| massefylde, massetæthed, densitet            |               |                    | {\displaystyle {\mbox{kg}}\cdot {\mbox{m}}^{-3}}                                            | |
| specifikt rumfang                            |               |                    | {\displaystyle {\mbox{m}}^{3}\cdot {\mbox{kg}}^{-1}}                                        | |
| mængde (af stof) koncentration               |               |                    | {\displaystyle {\mbox{mol}}\cdot {\mbox{m}}^{-3}}                                           | |
| molar volume                                 |               |                    | {\displaystyle {\mbox{m}}^{3}\cdot {\mbox{mol}}^{-1}}                                       | |
| varmekapacitet, entropi                      |               |                    | {\displaystyle {\mbox{J}}\cdot {\mbox{K}}^{-1}}                                             | {\displaystyle ={\mbox{m}}^{2}\cdot {\mbox{kg}}\cdot {\mbox{s}}^{-2}\cdot {\mbox{K}}^{-1}}                        |
| molar varmekapacitet, molar entropi          |               |                    | {\displaystyle {\mbox{J}}\cdot {\mbox{K}}^{-1}\cdot {\mbox{mol}}^{-1}}                      | {\displaystyle ={\mbox{m}}^{2}\cdot {\mbox{kg}}\cdot {\mbox{s}}^{-2}\cdot {\mbox{K}}^{-1}\cdot {\mbox{mol}}^{-1}} |
| specifik varmekapacitet, specifik entropi    |               |                    | {\displaystyle {\mbox{J}}\cdot {\mbox{K}}^{-1}\cdot {\mbox{kg}}^{-1}}                       | {\displaystyle ={\mbox{m}}^{2}\cdot {\mbox{s}}^{-2}\cdot {\mbox{K}}^{-1}}                                         |
| molar energi                                 |               |                    | {\displaystyle {\mbox{J}}\cdot {\mbox{mol}}^{-1}}                                           | {\displaystyle ={\mbox{m}}^{2}\cdot {\mbox{kg}}\cdot {\mbox{s}}^{-2}\cdot {\mbox{mol}}^{-1}}                      |
| specifik energi                              |               |                    | {\displaystyle {\mbox{J}}\cdot {\mbox{kg}}^{-1}}                                            | {\displaystyle ={\mbox{m}}^{2}\cdot {\mbox{s}}^{-2}}                                                              |
| energitæthed                                 |               |                    | {\displaystyle {\mbox{J}}\cdot {\mbox{m}}^{-3}}                                             | {\displaystyle ={\mbox{m}}^{-1}\cdot {\mbox{kg}}\cdot {\mbox{s}}^{-2}}                                            |
| overfladespænding                            |               |                    | {\displaystyle {\mbox{N}}\cdot {\mbox{m}}^{-1}={\mbox{J}}\cdot {\mbox{m}}^{-2}}             | {\displaystyle ={\mbox{kg}}\cdot {\mbox{s}}^{-2}}                                                                 |
| varmefluxtæthed, irradians                   |               |                    | {\displaystyle {\mbox{W}}\cdot {\mbox{m}}^{-2}}                                             | {\displaystyle ={\mbox{kg}}\cdot {\mbox{s}}^{-3}}                                                                 |
| termisk konduktans, varmeledningsevne        |               |                    | {\displaystyle {\mbox{W}}\cdot {\mbox{m}}^{-1}\cdot {\mbox{K}}^{-1}}                        | {\displaystyle ={\mbox{m}}\cdot {\mbox{kg}}\cdot {\mbox{s}}^{-3}\cdot {\mbox{K}}^{-1}}                            |
| kinematisk viskositet, diffusionskoefficient |               |                    | {\displaystyle {\mbox{m}}^{2}\cdot {\mbox{s}}^{-1}}                                         | |
| dynamisk viskositet                          |               |                    | {\displaystyle {\mbox{N}}\cdot {\mbox{s}}\cdot {\mbox{m}}^{-2}={\mbox{Pa}}\cdot {\mbox{s}}} | {\displaystyle ={\mbox{m}}^{-1}\cdot {\mbox{kg}}\cdot {\mbox{s}}^{-1}}                                            |
| elektrisk ladningstæthed                     |               |                    | {\displaystyle {\mbox{C}}\cdot {\mbox{m}}^{-3}}                                             | {\displaystyle {\mbox{m}}^{-3}\cdot {\mbox{s}}\cdot {\mbox{A}}}                                                   |
| elektrisk strømtæthed                        |               |                    | {\displaystyle {\mbox{A}}\cdot {\mbox{m}}^{-2}}                                             | |
| ledningsevne, elektrisk konduktivitet        |               |                    | {\displaystyle {\mbox{S}}\cdot {\mbox{m}}^{-1}}                                             | {\displaystyle ={\mbox{m}}^{-3}\cdot {\mbox{kg}}^{-1}\cdot {\mbox{s}}^{3}\cdot {\mbox{A}}^{2}}                    |
| molar ledningsevne                           |               |                    | {\displaystyle {\mbox{S}}\cdot {\mbox{m}}^{2}\cdot {\mbox{mol}}^{-1}}                       | {\displaystyle ={\mbox{kg}}^{-1}\cdot {\mbox{mol}}^{-1}\cdot {\mbox{s}}^{3}\cdot {\mbox{A}}^{2}}                  |
| permittivitet                                |               |                    | {\displaystyle {\mbox{F}}\cdot {\mbox{m}}^{-1}}                                             | {\displaystyle ={\mbox{m}}^{-3}\cdot {\mbox{kg}}^{-1}\cdot {\mbox{s}}^{4}\cdot {\mbox{A}}^{2}}                    |
| permeabilitet                                |               |                    | {\displaystyle {\mbox{H}}\cdot {\mbox{m}}^{-1}}                                             | {\displaystyle ={\mbox{m}}\cdot {\mbox{kg}}\cdot {\mbox{s}}^{-2}\cdot {\mbox{A}}^{-2}}                            |
| elektrisk feltstyrke (E-felt)                |               |                    | {\displaystyle {\mbox{V}}\cdot {\mbox{m}}^{-1}={\mbox{N}}\cdot {\mbox{C}}^{-1}}             | {\displaystyle ={\mbox{m}}\cdot {\mbox{kg}}\cdot {\mbox{s}}^{-3}\cdot {\mbox{A}}^{-1}}                            |
| magnetisk feltstyrke (H-felt)                |               |                    | {\displaystyle {\mbox{A}}\cdot {\mbox{m}}^{-1}}                                             | |
| luminans                                     |               |                    | {\displaystyle {\mbox{cd}}\cdot {\mbox{m}}^{-2}}                                            | |
| bestråling (X- og gamma-stråler)             |               |                    | {\displaystyle {\mbox{C}}\cdot {\mbox{kg}}^{-1}}                                            | {\displaystyle ={\mbox{kg}}^{-1}\cdot {\mbox{s}}\cdot {\mbox{A}}}                                                 |
| absorberet dosis hastighed                   |               |                    | {\displaystyle {\mbox{Gy}}\cdot {\mbox{s}}^{-1}}                                            | {\displaystyle ={\mbox{m}}^{2}\cdot {\mbox{s}}^{-3}}                                                              |